# Anas eatoni
El pato de Eaton, ánade de Eaton o ánade rabudo meridional (Anas eatoni) es una especie de ave anseriforme de la familia Anatidae endémica de las islas Crozet y Kerguelen.

## Subespecies

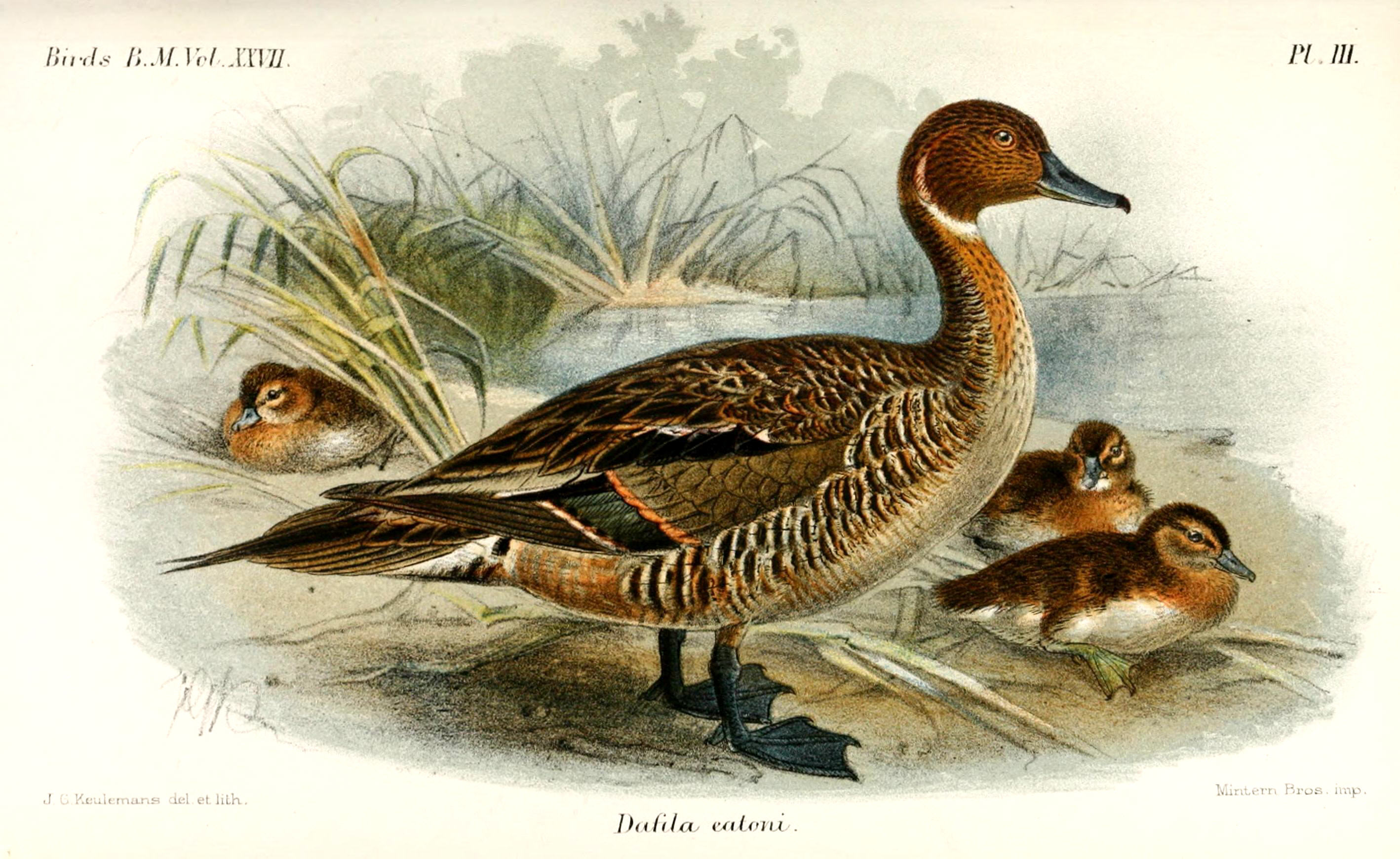
Con patitos, ilustración por Keulemans, 1895

- A. e. eatoni - Islas Kerguelen
- A. e. drygalskii - Islas Crozet